# Raffaele Garofalo
Raffaele Garofalo (Napoli, 18 novembre 1851 – Napoli, 18 aprile 1934) è stato un magistrato, giurista e criminologo italiano, seguace della Scuola criminale positiva. Fu nominato Senatore del Regno d'Italia nel 1909.

## Biografia

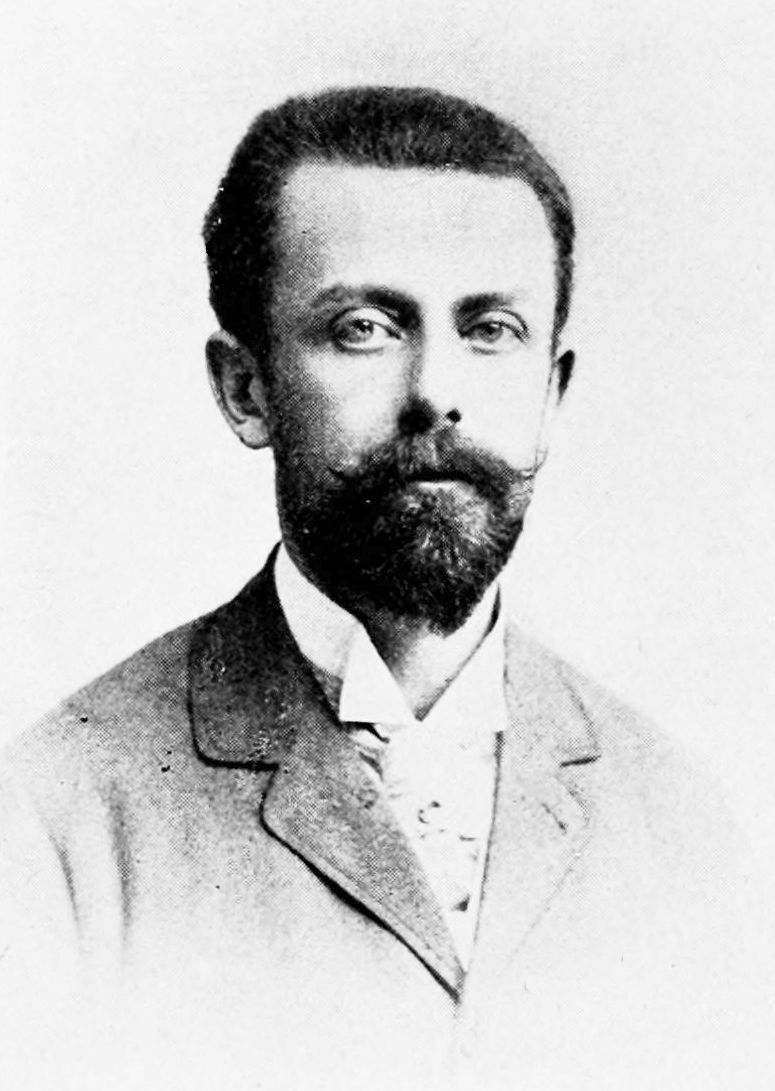
Raffaele Garofalo

Dopo la laurea in giurisprudenza all'università di Napoli (1872) entrò per concorso in magistratura (1874) dapprima alla Procura distrettuale di Napoli, in seguito alla Corte di cassazione. Studiò le letterature giuridiche straniere, in particolare, quella tedesca, e accolse complessivamente i principi della scuola criminale positiva sebbene, contrariamente alle posizioni di Lombroso e Ferri, non attribuiva molta importanza ai fatti economici e all'educazione. Anzi, profondamente conservatore, fu avversario del socialismo, fautore della pena di morte, favorevole all'eliminazione degli individui psichicamente malati.
Il 4 aprile 1909 fu nominato Senatore del Regno e nel primo dopoguerra aderì fin dall'inizio al fascismo.

## Scritti (scelta)
- Di un criterio positivo della penalità, Napoli: Leonardo Vallardi, 1880
- Criminologia: studio sul delitto, sulle sue cause e sui mezzi di repressione, Torino, Fratelli Bocca, 1885; seconda edizione: Criminologia: studio sul delitto e sulla teoria della repressione, Torino: Fratelli Bocca, 1891
- (in collaborazione con Cesare Lombroso, Enrico Ferri e Giulio Fioretti), Polemica in difesa della Scuola criminale positiva, Bologna: Zanichelli, 1886
- Riparazione alle vittime del delitto, Torino: Bocca, 1887
- Contro la corrente! Pensieri sulla proposta abolizione della pena di morte nel progetto del nuovo codice penale italiano, Napoli: E. Anfossi, 1888
- (in collaborazione con Luigi Carelli) Riforma della procedura penale in Italia: progetto in un nuovo codice, Torino: Bocca, 1889
- La superstizione socialista, Torino; Roma: Roux Frassati e C., 1895
- Idee sociologiche e politiche di Dante, Nietzsche e Tolstoi: studi seguiti dalla conferenza Ignoranza e criminalità al governo di Parigi nel 1871, Palermo: A. Reber, 1907
- Metodi educativi di civiltà latina e britannica, Firenze: Bemporad & figlio, 1911